# Sigtryg
Sigtryg eller Sigerich (tysk form) var søn af Gnupa (eller Chnuba) og Asfrid Odinkarsdatter og var enten selvstændig konge eller medkonge sammen med sin far i en kort tid. Det kan godt være ham som ledede nogle kampe i Normandiet,[kilde mangler] og hvis det var ham, menes det at han døde i Holland i 940. Andre formodninger går dog på, at han blev myrdet omkring år 933, muligvis under tilskyndelse af en farbror.

## Flodoards Annaler: 943.
... Hertug Hugo af Francien havde mange sammenstød med normannerne, der var kommet til landet som hedninger, eller som nu vendte tilbage til hedenskabet, og af hvem en mængde mænd i hans kristne fodfolksstyrke blev dræbt. Men efter at Hugo selv havde fanget mange normanner og jaget resten på flugt, vandt han sig borgen Evreux med bistand fra de kristne normanner, som holdt den. Kong Ludvig tog tilbage til Rouen og dræbte normannen Tormod, som var vendt tilbage til hedenskabet og også havde tvunget Vilhelms søn og nogle andre dertil og nu lagde råd op mod kongen. Han dræbte ligeledes i kamp den hedenske kong Sigtryg sammen med de andre. ..
Efter hans død satte hans mor Asfrid Odinkarsdatter to runesten til minde over sin og Kong Gnupa's søn Sigtryg.

## Adam af Bremenfortæller i (I,48 og I,52)
"Efter Olav, sveonerne første mand" ... " som regerede over danerne sammen med sine sønner [Gurd og Chnob], indtog Sigerich hans plads. Han havde ikke regeret længe, før Svens søn, Hardegon, ... frarøvede ham tronen"
Det må her lige bemærkes at Adam mener at hedenske konger er svage fordi de ikke har guds velsignelse. Det vil sige at vi ikke kan stole på ham, da han ikke nok ved andet end deres navne, så de kan sagtens have været konger hver for sig i mange år.

## Sigtryg-stenene
Sigtrygs moder, Asfrid Odinkarsdatter opsatte to runesten som mindesmærker for sin søn Sigtryg. Disse runesten udgør to ud af fire runesten fundet ved Hedeby

### Hedeby 2
Deres oprindelige placering kendes ikke men den første (DR2) blev fundet i to stykker ved Hedeby. Denne kaldes ofte den lille Sigtryg runesten:

#### Omskrivning af indskriften til latinske bogstaver
A osfriþr : karþi : kum bl ' þaun oft : siktriku :
B sun (:) (s)in : oui : knubu

#### Transskriptiontil oldnordisk
A Asfriþr gærþi kumbl þøn æft Sigtryg,
B sun sin ok Gnupu.

#### Oversættelse til dansk
A Asfrid gjorde disse kumler efter Sigtryg,
B sin og Gnupas søn.

### Hedeby 4
Den anden, den store Sigtryg-runesten (DR4), var genanvendt ved en bastion ved Gottorp Slot ved Slesvig. Herpå stod der:

#### Omskrivning af indskriften til latinske bogstaver
A osfriþr ÷ karþi kubl ÷ þausi ÷ tutiR ÷ uþinkaurs ÷ oft ÷ siktriuk ÷ kunuk ÷
B ÷ sun ÷ sin ÷ ÷ auk ÷ knubu ÷
C kurmR (÷) raist (÷) run(a)(R) (÷)

#### Transskription til oldnordisk
A Asfriþr gærþi kumbl þøsi, dottiR Oþinkors, æft Sigtryg kunung,
B sun sin ok Gnupu.
C GormR rest runaR.

#### Oversættelse til dansk
A Asfrid, Odinkarsdatter, gjorde disse kumler efter kong Sigtrud,
B sin og Gnupas søn.
C Gorm ristede runerne.

## Anetavle
Anetavle for Sigtryg
|          |         |  |          |       |  | 4Olaf |
|          |         |  |          |       |  |       |
|          | ²Gnupa  |  |          |       |  |       |
|          |         |  |          |       |  |       |
|          |         |  |          | 5N.N. |  |       |
|          |         |  |          |       |  |       |
| 1Sigtryg |         |  |          |       |  |       |
|          |         |  |          |       |  |       |
|          |         |  | 6Odinkar |       |  |       |
|          |         |  |          |       |  |       |
|          | 3Asfrid |  |          |       |  |       |
|          |         |  |          |       |  |       |
|          |         |  |          | 7N.N. |  |       |
|          |         |  |          |       |  |       |